# Cloniophorus vittiger rufipes
Cloniophorus vittiger rufipes es una subespecie de escarabajo longicornio del género Cloniophorus, tribu Callichromatini, subfamilia Cerambycinae. Fue descrita científicamente por Schmidt en 1922.

## Descripción
Mide 16 milímetros de longitud.

## Distribución
Se distribuye por Costa de Marfil, Ghana y Togo.